# Casa Querol (Vilafranca de Conflent)
La Casa Querol, també anomenada Casa Tafanelli, és un edifici medieval de la vila de Vilafranca de Conflent, a la comarca d'aquest nom, de la Catalunya del Nord. Està inventariada com a monument històric des del 1965.
És en el sector nord-oriental de la vila, en el número 77 del carrer de Sant Joan, a prop de la Porta Comtal. Hi correspon la parcel·la cadastral 68.

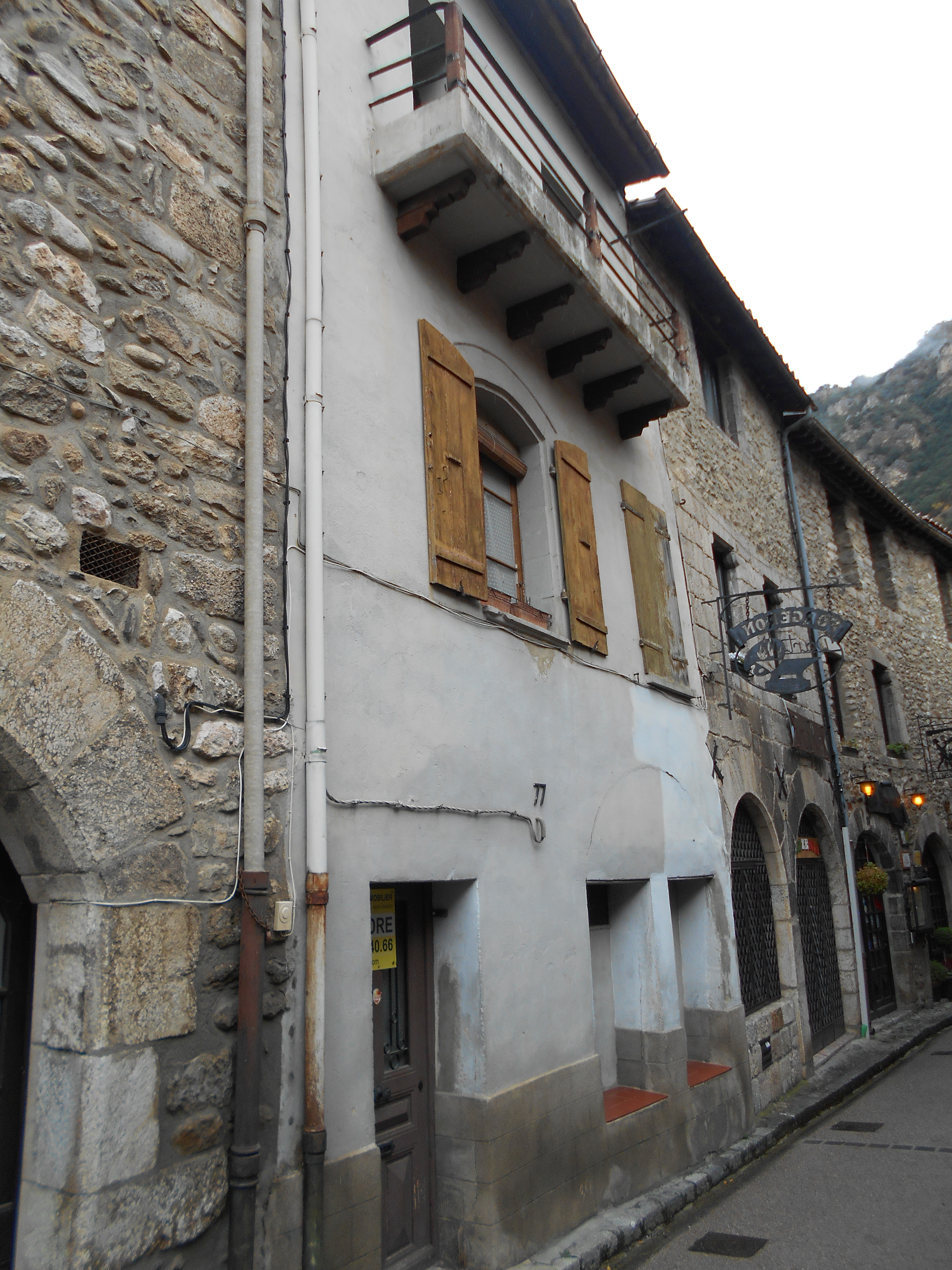
La casa, des de ponent

Malgrat la llinda, que remet a l'any 1777, és un edifici del segle xiii. La llinda correspon a una refacció de la casa. A la meitat de llevant de la façana hi ha, tapiat, un arc de punt rodó.